# Ostrołęka (województwo świętokrzyskie)
Ostrołęka – wieś w Polsce położona w województwie świętokrzyskim, w powiecie sandomierskim, w gminie Samborzec.
W latach 1975–1998 miejscowość położona była w województwie tarnobrzeskim.
Miejscowa ludność katolicka przynależy do Parafii św. Jana Chrzciciela w Skotnikach.
Przez wieś przechodzi  zielony szlak rowerowy z Sandomierza do Ujazdu.

## Dawne części wsi – obiekty fizjograficzne
W latach 70. XX wieku przyporządkowano i opracowano spis lokalnych części integralnych dla Ostrołęki zawarty w tabeli 1.

| Nazwa wsi — miasta   | Nazwy części wsi — miasta | Nazwy obiektów fizjograficznych — charakter obiektu |
| -------------------- | ------------------------- | --- |
| I. Gromada SAMBORZEC |                           | |
| 1. Ostrołęka         | 1. Pocieszka              | 1. Dodatki - pole 2. Jezioro - łąka 3. Niwa - pole 4. Pocieszka - pole, łąka 5. Resztówka - ogród, pole, łąka, pastwisko folwarczne 6. Soszyce - pole 7. Za Wałem - pastwisko |